# 유즈키 료카
유즈키 료카(일본어: 柚木 涼香, 1974년 1월 10일 ~ )는 일본의 여자 성우, 전 여배우 및 그라비아 아이돌이다. 소속 사무소는 81 프로듀스이다. 아이치현 안죠 시 출신이다.
구명은, 카도마츠 카노리 (角松 かのり), 나가시이 아유미 (永椎 あゆ美)이다. 애칭은 유즈, 유즈 언니 (유자·유저)이다.
대표작은『비스트 워즈 시리즈』의 블랙 위드,『칭송받는 자』의 에루루,『무장연금』의 츠무라 토키코 등이다.

## 출연작

### TV 애니메이션
1997년
- 비스트워즈(블랙 위드, 나비코)
- 포켓몬스터(사유리(130화), 피(삐, 246화))

1998년
- 슈퍼 밀크(테츠코)

1999년
- 강철천사 쿠루미(츠나미)
- 카드캡터 사쿠라(아키즈키 나쿠루, 루비문)
- D4 프린세스(미츠이 아카리)

2001년
- 시스터 프린세스(마리에)
- 피규어 17(카라자와 아스카)
- 조이드 신세기제로(크리스)
- 진 샤프트(레미 레비스트로스)

2002년
- 나루토 - (야마나카 이노)
- 시스터 프린세스 RePure(마리에)
- 쵸비츠(시미즈 타카코)

2005년
- 마법소녀 리리컬 나노하 A'S(샤멀)
- AIR(토노 미나기)

2006년
- 칭송받는 자(에루루)
- 포켓몬스터 다이아몬드&펄(시즈에(70화))
- 유리함대(레이첼)

2007년
- 마법소녀 리리컬 나노하 Stirker'S(샤멀)
- 나이트 위저드 The ANIMATION(리온 군타)
- 캐릭캐릭 체인지(테마리,나나)
- 아이돌마스터 XENOGLOSSIA (호타루, 세리카)
- 멋진 탐정 라비린스 (이즈미 사나에)
- 자 가자! 다마고치 (메메치)

2008년
- 철완 버디 DECODE (네츄라 구제)
- 가면의 메이드가이 (무녀)
- 나츠메우인장 (츠바메)

2009년
- 퀸즈 블레이드 (카토레아)
- 프린세스 러버! (샬롯 헤이젤링크)
- 완소! 퍼펙트 반장 (유키시타 아리사)
- 다마고치! (메메치)

2012년
- 다마고치! (메메미)
- 다마고치! 꿈 키라 드림 (메메치)

2013년
- 다마고치! 미라클 프렌즈 (메메치)

2014년
- GO-GO 다마고치! (메메치)

2015년
- 다마고치! 다마토모 다이슈 GO (메메치)
- 견습신 비밀의 코코타마 (키라리스)

2018년
- 반짝반짝 해피★ 열려라! 코코타마 (도레시)

#### 2019년
- 물건의 신님 코코타마 (키라리스)

### OVA
- OVA 칭송받는 자(에루루)

### 극장판 애니메이션
2000년
- 피츄와 피카츄(오오타치(다꼬리))

2001년
- 극장판 포켓몬스터 세레비 시간을 초월한 만남(히메구마(깜지곰))

2004년
- ONE PIECE 저주받은 성검(마야)

2005년
- 극장판 xxxHOLiC 한 여름밤의 꿈(소녀)

2007년
- 영화에서 등장!! 다마고치 두근두근 우주의 마이고치!?(메메치)

2008년
- 영화! 다마고치 우주제일 가장 행복한 이야기!?(메메치)

2017년
- 극장판 에그엔젤 코코밍:푸르밍과 두근두근 코코밍 세계(키라리스)
- 다마고치 비밀의 배송 대작전! (메메치)

### Web 애니메이션
2000년
- OH!슈퍼 밀크짱(테츠코)

2007년
- Candy☆Boy(사쿠라이 유키노)

### 게임
- RAVE 빛과 어둠의 대결전2(세리아)

1999년
- 두근두근 메모리얼1 드라마 Vol.3 여행의 시(토모미(축구부 매니저))
- 진·마장기신 PANZER WARFARE(밀라)

2000년
- 바운서(도미니크 크로스)

2001년
- 체포하겠어(아리스가와 치하루)
- 시스터 프린세스(마리에)
- AIR(토노 미나기)
- 시스터 프린세스 ~퓨어 스토리즈~(마리에)

2002년
- 백힐초화 -EPISODE OF THE CLOVER-(토우카)
- 로맨스는 검의 빛II(엘파시아 엘 아크라인)
- 테일즈 오브 데스티니2(리아라)

2003년
- 아크 더 래드 정령의 황혼(리리아)
- 시스터 프린세스2(마리에)
- 시스터 프린세스 ~Re Pure~(마리에)
- 시스터 프린세스2 PREMIUM FAN DISC(마리에)

2005년
- 테일즈 오브 나리키리 던전3(리아라)
- 전신(이쿠사가미)(야사카 아오이)
- 소녀는 언니를 사랑하고 있다(PS2판)(하세가와 시오리)

2006년
- Melty Blood(알퀘이드 브륜스터드)
- 칭송받는 자 흩어져가는 자들에게의 자장가(에루루)
- 마이-乙HiME 소녀 무투사!!(하루카 아미테이지)

2007년
- 무장연금 잘왔습니다 파피용 파크에(츠무라 토키코)

2008년
- 카드케우스 뉴 블러드(엘레나 사라잘)
- 루미너스 아크2 윌(디아)

2011년
- 다마고치 콜렉션(메메치)

### 더빙
1999년
- 파워 레인저 터보(만디)

2000년
- 애니 기븐 선데이(만디)
- 엑소시스트 디렉터즈컷판 (리건 맥닐)

### TV
- 더 넷☆스타! (NHK 위성 2TV) - 내레이션

### 오리지널 비디오
1996년
- 블랙 잭2 피노코 사랑하고 있어(가면의 여자)

### 라디오
- 칭송 받는 자 라디오 - 코야마 리키야와 공동진행. (인터넷 라디오, 2006년 7월 7일 - 2007년 7월 2일)
- 무장연금 RADIO - 후쿠야마 준과 공동진행. (인터넷 라디오, 2006년 12월 7일 - 2007년 1월 25일)
- 라디오 캔디보이~카나짱이 잠든 사이에~ - 카토 에미리와 공동진행. (니코니코동화 인터넷 라디오, 2008년 7월 18일 - 2009년 6월 12일)
- 에루루의 작은 방 IN 칭송받는 자 (인터넷 라디오, 2009년 4월 16일 - 2010년 6월 17일)